# Villemoisson-sur-Orge
Villemoisson-sur-Orge és un municipi francès, situat al departament de l'Essonne i a la regió de Illa de França. L'any 2007 tenia 6.879 habitants.
Forma part del cantó de Sainte-Geneviève-des-Bois i del districte de Palaiseau. I des del 2016 de la Comunitat d'aglomeració Cœur d'Essonne.

## Demografia

### Població
El 2007 la població de fet de Villemoisson-sur-Orge era de 6.879 persones. Hi havia 2.484 famílies, de les quals 556 eren unipersonals (216 homes vivint sols i 340 dones vivint soles), 620 parelles sense fills, 1.092 parelles amb fills i 216 famílies monoparentals amb fills.
La població ha evolucionat segons el següent gràfic:
Habitants censats

### Habitatges
El 2007 hi havia 2.687 habitatges, 2.536 eren l'habitatge principal de la família, 15 eren segones residències i 136 estaven desocupats. 2.179 eren cases i 495 eren apartaments. Dels 2.536 habitatges principals, 2.101 estaven ocupats pels seus propietaris, 383 estaven llogats i ocupats pels llogaters i 52 estaven cedits a títol gratuït; 117 tenien una cambra, 192 en tenien dues, 302 en tenien tres, 602 en tenien quatre i 1.323 en tenien cinc o més. 2.080 habitatges disposaven pel capbaix d'una plaça de pàrquing. A 1.115 habitatges hi havia un automòbil i a 1.239 n'hi havia dos o més.

### Piràmide de població
La piràmide de població per edats i sexe el 2009 era:
| Homes | Edats   | Dones |
| ----- | ------- | ----- |
| 0     | 95 o +  | 28    |
| 4     | 90 a 94 | 60    |
| 20    | 85 a 89 | 80    |
| 8     | 80 a 84 | 44    |
| 44    | 75 a 79 | 68    |
| 96    | 70 a 74 | 68    |
| 132   | 65 a 69 | 112   |
| 164   | 60 a 64 | 164   |
| 132   | 55 a 59 | 152   |
| 300   | 50 a 54 | 292   |
| 316   | 45 a 49 | 364   |
| 240   | 40 a 44 | 304   |
| 308   | 35 a 39 | 280   |
| 192   | 30 a 34 | 212   |
| 180   | 25 a 29 | 176   |
| 272   | 20 a 24 | 244   |
| 276   | 15 a 19 | 232   |
| 260   | 10 a 14 | 272   |
| 200   | 5 a 9   | 224   |
| 196   | 0 a 4   | 168   |

## Economia
El 2007 la població en edat de treballar era de 4.644 persones, 3.472 eren actives i 1.172 eren inactives. De les 3.472 persones actives 3.287 estaven ocupades (1.688 homes i 1.599 dones) i 185 estaven aturades (111 homes i 74 dones). De les 1.172 persones inactives 348 estaven jubilades, 582 estaven estudiant i 242 estaven classificades com a «altres inactius».

### Ingressos
El 2009 a Villemoisson-sur-Orge hi havia 2.568 unitats fiscals que integraven 6.871,5 persones, la mediana anual d'ingressos fiscals per persona era de 28.085 €.

### Activitats econòmiques
Dels 318 establiments que hi havia el 2007, 1 era d'una empresa extractiva, 2 d'empreses alimentàries, 2 d'empreses de fabricació de material elèctric, 8 d'empreses de fabricació d'altres productes industrials, 61 d'empreses de construcció, 69 d'empreses de comerç i reparació d'automòbils, 18 d'empreses de transport, 9 d'empreses d'hostatgeria i restauració, 12 d'empreses d'informació i comunicació, 11 d'empreses financeres, 18 d'empreses immobiliàries, 51 d'empreses de serveis, 41 d'entitats de l'administració pública i 15 d'empreses classificades com a «altres activitats de serveis».
Dels 88 establiments de servei als particulars que hi havia el 2009, 1 era una oficina d'administració d'Hisenda pública, 1 oficina de correu, 1 una oficina bancària, 9 tallers de reparació d'automòbils i de material agrícola, 1 taller d'inspecció tècnica de vehicles, 20 paletes, 7 guixaires pintors, 5 fusteries, 11 lampisteries, 7 electricistes, 6 empreses de construcció, 3 perruqueries, 6 restaurants, 8 agències immobiliàries, 1 tintoreria i 1 saló de bellesa.
Dels 12 establiments comercials que hi havia el 2009, 2 eren botiges de menys de 120 m², 1 una botiga de menys de 120 m², 1 una fleca, 1 una peixateria, 1 una llibreria, 2 botigues d'equipament de la llar, 1 una botiga d'equipament de la llar, 2 botigues de material esportiu i 1 una botiga de material de revestiment de parets i terra.

## Equipaments sanitaris i escolars
Els 2 equipaments sanitaris que hi havia el 2009 eren farmàcies.
El 2009 hi havia 2 escoles maternals i 2 escoles elementals. Villemoisson-sur-Orge disposava d'un col·legi d'educació secundària amb 610 alumnes.

## Poblacions més properes
El següent diagrama mostra les poblacions més properes.